# Single numer jeden w roku 2022 (Polska)
Notowania AirPlay – Top, AirPlay – Nowości i AirPlay – TV, publikowane przez Związek Producentów Audio-Video, kompletowane są przez BMAT w oparciu o cotygodniową liczbę odegrań w radio oraz wyświetleń w telewizji. Poniżej znajdują się tabele prezentujące najpopularniejsze single, najwyżej debiutujące nowości oraz najczęściej emitowane teledyski w muzycznych stacjach telewizyjnych w danych tygodniach w roku 2022.

## AirPlay – Top i AirPlay – Nowości
| Data            | AirPlay – Top                                    | AirPlay – Top                | AirPlay – Top | AirPlay – Nowości                                            | AirPlay – Nowości                    | AirPlay – Nowości |
| Data            | Wykonawca                                        | Utwór                        | Źródło        | Wykonawca                                                    | Utwór                                | Źródło            |
| --------------- | ------------------------------------------------ | ---------------------------- | ------------- | ------------------------------------------------------------ | ------------------------------------ | ----------------- |
| 1 stycznia      | Sobel i Sanah                                    | „Cześć, jak się masz?”       | [ 1 ]         | Alok feat. John Martin                                       | „Wherever You Go”                    | [ 2 ]             |
| 8 stycznia      | Becky Hill i Topic                               | „My Heart Goes (La Di Da)”   | [ 3 ]         | Robert Miles                                                 | „Children”                           | [ 4 ]             |
| 15 stycznia     | Inna                                             | „Up”                         | [ 5 ]         | Holy Molly                                                   | „Shot a Friend”                      | [ 6 ]             |
| 22 stycznia     | Pascal Letoublon feat. Leony                     | „Friendships (Lost My Love)” | [ 7 ]         | Bryska                                                       | „Odbicie (Mark Neve Remix)”          | [ 8 ]             |
| 29 stycznia     | Tiësto i Ava Max                                 | „The Motto”                  | [ 9 ]         | Alesso i Katy Perry                                          | „When I’m Gone”                      | [ 10 ]            |
| 5 lutego        | Inna                                             | „Up”                         | [ 11 ]        | Ewa Farna                                                    | „Na skróty”                          | [ 12 ]            |
| 12 lutego       | Imagine Dragons i JID                            | „Enemy”                      | [ 13 ]        | Lanberry                                                     | „Nocny express”                      | [ 14 ]            |
| 19 lutego       | Sara James                                       | „Somebody”                   | [ 15 ]        | Coldplay i Selena Gomez                                      | „Let Somebody Go”                    | [ 16 ]            |
| 26 lutego       | Sara James                                       | „Somebody”                   | [ 17 ]        | Olivia Addams                                                | „Never Say Never”                    | [ 18 ]            |
| 5 marca         | Imagine Dragons i JID                            | „Enemy”                      | [ 19 ]        | Felix Jaehn i The Stickmen Project feat. Calum Scott         | „Rain in Ibiza”                      | [ 20 ]            |
| 12 marca        | Imagine Dragons i JID                            | „Enemy”                      | [ 21 ]        | Viki Gabor                                                   | „Napad na serce”                     | [ 22 ]            |
| 19 marca        | Bryska                                           | „Odbicie (Mark Neve Remix)”  | [ 23 ]        | Sanah i Kwiat Jabłoni                                        | „Szary świat”                        | [ 24 ]            |
| 26 marca        | Bryska                                           | „Odbicie (Mark Neve Remix)”  | [ 25 ]        | Daria i Kush Kush                                            | „Never Ending Story”                 | [ 26 ]            |
| 2 kwietnia      | Bryska                                           | „Odbicie (Mark Neve Remix)”  | [ 27 ]        | Smolasty i Young Leosia                                      | „Boję się kochać”                    | [ 28 ]            |
| 9 kwietnia      | Bryska                                           | „Odbicie (Mark Neve Remix)”  | [ 29 ]        | Harry Styles                                                 | „As It Was”                          | [ 30 ]            |
| 16 kwietnia     | Sigala                                           | „Melody”                     | [ 31 ]        | Sylwia Grzeszczak                                            | „Dżungla”                            | [ 32 ]            |
| 23 kwietnia     | Sanah i Kwiat Jabłoni                            | „Szary świat”                | [ 33 ]        | Wilki                                                        | „Liczysz się tylko ty”               | [ 34 ]            |
| 30 kwietnia     | Sanah i Kwiat Jabłoni                            | „Szary świat”                | [ 35 ]        | David Guetta, Becky Hill i Ella Henderson                    | „Crazy What Love Can Do”             | [ 36 ]            |
| 7 maja          | Jax Jones feat. MNEK                             | „Where Did You Go?”          | [ 37 ]        | Mateusz Ziółko                                               | „Weź mnie”                           | [ 38 ]            |
| 14 maja         | Sanah i Kwiat Jabłoni                            | „Szary świat”                | [ 39 ]        | Gromee i Antonia                                             | „Send My Your Love”                  | [ 40 ]            |
| 21 maja         | Sanah i Kwiat Jabłoni                            | „Szary świat”                | [ 41 ]        | Bryska                                                       | „Mam kogoś lepszego (Skytech Remix)” | [ 42 ]            |
| 28 maja         | Daria i Kush Kush                                | „Never Ending Story”         | [ 43 ]        | Tribbs feat. Kubańczyk                                       | „Zatańczysz ze mną”                  | [ 44 ]            |
| 4 czerwca       | Harry Styles                                     | „As It Was”                  | [ 45 ]        | Męskie Granie Orkiestra 2022                                 | „Jest tylko teraz”                   | [ 46 ]            |
| 11 czerwca      | Sanah i Dawid Podsiadło                          | „Ostatnia nadzieja”          | [ 47 ]        | Mrozu feat. Vito Bambino                                     | „Za daleko”                          | [ 48 ]            |
| 18 czerwca      | Harry Styles                                     | „As It Was”                  | [ 49 ]        | George Ezra                                                  | „Green Green Grass”                  | [ 50 ]            |
| 25 czerwca      | Sanah i Dawid Podsiadło                          | „Ostatnia nadzieja”          | [ 51 ]        | Dawid Podsiadło                                              | „Post”                               | [ 52 ]            |
| 2 lipca         | Minelli                                          | „MMM”                        | [ 53 ]        | Skolim                                                       | „Wyglądasz idealnie”                 | [ 54 ]            |
| 9 lipca         | Minelli                                          | „MMM”                        | [ 55 ]        | B.R.O                                                        | „Jeszcze będzie pięknie”             | [ 56 ]            |
| 16 lipca        | YouNotUs feat. Bryska                            | „Samba”                      | [ 57 ]        | Alesso feat. Zara Larsson                                    | „Words”                              | [ 58 ]            |
| 23 lipca        | Kamrad                                           | „I Believe”                  | [ 59 ]        | Imanbek i Byor                                               | „Belly Dancer”                       | [ 60 ]            |
| 30 lipca        | Kamrad                                           | „I Believe”                  | [ 61 ]        | Michał Szczygieł                                             | „Adrenalina”                         | [ 62 ]            |
| 6 sierpnia      | Olivia Addams                                    | „Fool Me Once”               | [ 63 ]        | Doda                                                         | „Melodia ta”                         | [ 64 ]            |
| 13 sierpnia     | YouNotUs feat. Bryska                            | „Samba”                      | [ 65 ]        | Alok, Ella Eyre i Kenny Dope feat. Never Dull                | „Deep Down”                          | [ 66 ]            |
| 20 sierpnia     | YouNotUs feat. Bryska                            | „Samba”                      | [ 67 ]        | Agnieszka Chylińska                                          | „Jest nas więcej”                    | [ 68 ]            |
| 27 sierpnia     | Sanah i Daria Zawiałow                           | „Eldorado”                   | [ 69 ]        | Calvin Harris, Justin Timberlake, Halsey i Pharrell Williams | „Stay with Me”                       | [ 70 ]            |
| 3 września      | Sanah i Daria Zawiałow                           | „Eldorado”                   | [ 71 ]        | Elton John i Britney Spears                                  | „Hold Me Closer”                     | [ 72 ]            |
| 10 września     | Sanah i Daria Zawiałow                           | „Eldorado”                   | [ 73 ]        | Anth feat. Conor Maynard i Corey Nyell                       | „Careless Whisper”                   | [ 74 ]            |
| 17 września     | Sanah i Daria Zawiałow                           | „Eldorado”                   | [ 75 ]        | Mateusz Ziółko                                               | „Vis-à-vis”                          | [ 76 ]            |
| 24 września     | Sanah i Daria Zawiałow                           | „Eldorado”                   | [ 77 ]        | Gran Error, Elvana Gjata i Antonia                           | „Clap Clap”                          | [ 78 ]            |
| 1 października  | Michał Szczygieł                                 | „Adrenalina”                 | [ 79 ]        | Sylwia Grzeszczak                                            | „O nich, o Tobie”                    | [ 80 ]            |
| 8 października  | Meduza i James Carter feat. Elley Duhé i Fastboy | „Bad Memories”               | [ 81 ]        | Dawid Podsiadło                                              | „To co masz Ty!”                     | [ 82 ]            |
| 15 października | David Guetta i Bebe Rexha                        | „I’m Good (Blue)”            | [ 83 ]        | Viki Gabor                                                   | „Barbie”                             | [ 84 ]            |
| 22 października | Twocolors                                        | „Heavy Metal Love”           | [ 85 ]        | Alok, Sigala i Ellie Goulding                                | „All by Myself”                      | [ 86 ]            |
| 29 października | Twocolors                                        | „Heavy Metal Love”           | [ 87 ]        | Zakopower                                                    | „Chwila”                             | [ 88 ]            |
| 5 listopada     | Ignacy                                           | „Czekam na znak”             | [ 89 ]        | Joel Corry i Tom Grennan                                     | „Lionheart (Fearless)”               | [ 90 ]            |
| 12 listopada    | Ignacy                                           | „Czekam na znak”             | [ 91 ]        | Holy Molly i Lizot                                           | „Sunday Night”                       | [ 92 ]            |
| 19 listopada    | Dawid Podsiadło                                  | „To co masz Ty!”             | [ 93 ]        | Gromee, Wac Toja, Sara Chmiel i Jan Borysewicz               | „Sztuka latania”                     | [ 94 ]            |
| 26 listopada    | Ignacy                                           | „Czekam na znak”             | [ 95 ]        | Olivia Addams feat. Dylan Fuentes                            | „Telepathy”                          | [ 96 ]            |
| 3 grudnia       | Dawid Podsiadło                                  | „To co masz Ty!”             | [ 97 ]        | Meghan Trainor                                               | „Made You Look”                      | [ 98 ]            |
| 10 grudnia      | Sanah                                            | „Nic dwa razy”               | [ 99 ]        | Bryska                                                       | „Kraksa”                             | [ 100 ]           |
| 17 grudnia      | Dawid Podsiadło                                  | „To co masz Ty!”             | [ 101 ]       | Cat Burns                                                    | „People Pleaser”                     | [ 102 ]           |
| 24 grudnia      | Dawid Podsiadło                                  | „To co masz Ty!”             | [ 103 ]       | Kuban                                                        | „Na okrągło”                         | [ 104 ]           |
| 31 grudnia      | Dawid Podsiadło                                  | „To co masz Ty!”             | [ 105 ]       | Tiësto i Tate McRae                                          | „10:35”                              | [ 106 ]           |

## AirPlay – TV
| Data            | Wykonawca                                        | Teledysk                       | Źródło  |
| --------------- | ------------------------------------------------ | ------------------------------ | ------- |
| 1 stycznia      | Sobel i Sanah                                    | „Cześć, jak się masz?”         | [ 107 ] |
| 8 stycznia      | Sanah                                            | „Kolońska i szlugi”            | [ 108 ] |
| 15 stycznia     | Sanah                                            | „Kolońska i szlugi”            | [ 109 ] |
| 22 stycznia     | Sanah                                            | „Kolońska i szlugi”            | [ 110 ] |
| 29 stycznia     | Joel Corry feat. Mabel                           | „I Wish”                       | [ 111 ] |
| 5 lutego        | C-Bool                                           | „What Can I Do”                | [ 112 ] |
| 12 lutego       | C-Bool                                           | „What Can I Do”                | [ 113 ] |
| 19 lutego       | C-Bool                                           | „What Can I Do”                | [ 114 ] |
| 26 lutego       | Gayle                                            | „ABCDEFU”                      | [ 115 ] |
| 5 marca         | Galantis, Lucas & Steve i Ilira                  | „Alien”                        | [ 116 ] |
| 12 marca        | Galantis, Lucas & Steve i Ilira                  | „Alien”                        | [ 117 ] |
| 19 marca        | Bryska                                           | „Odbicie (Mark Neve Remix)”    | [ 118 ] |
| 26 marca        | Alok feat. John Martin                           | „Wherever You Go”              | [ 119 ] |
| 2 kwietnia      | Bryska                                           | „Odbicie (Mark Neve Remix)”    | [ 120 ] |
| 9 kwietnia      | Bryska                                           | „Odbicie (Mark Neve Remix)”    | [ 121 ] |
| 16 kwietnia     | Sigala                                           | „Melody”                       | [ 122 ] |
| 23 kwietnia     | Sigala                                           | „Melody”                       | [ 123 ] |
| 30 kwietnia     | Jax Jones feat. MNEK                             | „Where Did You Go?”            | [ 124 ] |
| 7 maja          | Jax Jones feat. MNEK                             | „Where Did You Go?”            | [ 125 ] |
| 14 maja         | Daria i Kush Kush                                | „Never Ending Story”           | [ 126 ] |
| 21 maja         | Daria i Kush Kush                                | „Never Ending Story”           | [ 127 ] |
| 28 maja         | Daria i Kush Kush                                | „Never Ending Story”           | [ 128 ] |
| 4 czerwca       | Miły Pan, Defis i Topky                          | „Jeden taniec jedna noc”       | [ 129 ] |
| 11 czerwca      | Daria i Kush Kush                                | „Never Ending Story”           | [ 130 ] |
| 18 czerwca      | Miły Pan, Defis i Topky                          | „Jeden taniec jedna noc”       | [ 131 ] |
| 25 czerwca      | Harry Styles                                     | „As It Was”                    | [ 132 ] |
| 2 lipca         | Tribbs feat. Kubańczyk                           | „Zatańczysz ze mną”            | [ 133 ] |
| 9 lipca         | Tribbs feat. Kubańczyk                           | „Zatańczysz ze mną”            | [ 134 ] |
| 16 lipca        | Tribbs feat. Kubańczyk                           | „Zatańczysz ze mną”            | [ 135 ] |
| 23 lipca        | Tribbs feat. Kubańczyk                           | „Zatańczysz ze mną”            | [ 136 ] |
| 30 lipca        | Tribbs feat. Kubańczyk                           | „Zatańczysz ze mną”            | [ 137 ] |
| 6 sierpnia      | Skolim                                           | „Wyglądasz idealnie”           | [ 138 ] |
| 13 sierpnia     | Skolim                                           | „Wyglądasz idealnie”           | [ 139 ] |
| 20 sierpnia     | Skolim                                           | „Wyglądasz idealnie”           | [ 140 ] |
| 27 sierpnia     | Skolim                                           | „Wyglądasz idealnie”           | [ 141 ] |
| 3 września      | Skolim                                           | „Wyglądasz idealnie”           | [ 142 ] |
| 10 września     | Skolim                                           | „Wyglądasz idealnie”           | [ 143 ] |
| 17 września     | Skolim                                           | „Wyglądasz idealnie”           | [ 144 ] |
| 24 września     | Imanbek i Byor                                   | „Belly Dancer”                 | [ 145 ] |
| 1 października  | Meduza i James Carter feat. Elley Duhé i Fastboy | „Bad Memories”                 | [ 146 ] |
| 8 października  | Twocolors                                        | „Heavy Metal Love”             | [ 147 ] |
| 15 października | Meduza i James Carter feat. Elley Duhé i Fastboy | „Bad Memories”                 | [ 148 ] |
| 22 października | Skolim                                           | „Kiss Me Baby”                 | [ 149 ] |
| 29 października | Skolim                                           | „Kiss Me Baby”                 | [ 150 ] |
| 5 listopada     | Doda                                             | „Melodia ta”                   | [ 151 ] |
| 12 listopada    | Skolim                                           | „Kiss Me Baby”                 | [ 152 ] |
| 19 listopada    | Doda                                             | „Melodia ta”                   | [ 153 ] |
| 26 listopada    | Topic i A7S                                      | „Kernkraft 400 (A Better Day)” | [ 154 ] |
| 3 grudnia       | Felix Jaehn i Ray Dalton                         | „Call It Love”                 | [ 155 ] |
| 10 grudnia      | Sanah                                            | „Nic dwa razy”                 | [ 156 ] |
| 17 grudnia      | Sanah                                            | „Nic dwa razy”                 | [ 157 ] |
| 24 grudnia      | Dawid Podsiadło                                  | „To co masz Ty!”               | [ 158 ] |
| 31 grudnia      | Oliver Tree i Robin Schulz                       | „Miss You”                     | [ 159 ] |

## BillboardPoland Songs
Notowanie Billboard Poland Songs, publikowane przez „Billboard”, kompletowane są w oparciu o cotygodniową liczbę sprzedanych wydawnictw muzycznych w formach cyfrowych (download, streaming).
| Data            | Wykonawca                              | Utwór                         | Źródło  |
| --------------- | -------------------------------------- | ----------------------------- | ------- |
| 19 lutego       | Malik Montana, DaChoyce i The Plug     | „Jetlag”                      | [ 160 ] |
| 26 lutego       | Malik Montana, DaChoyce i The Plug     | „Jetlag”                      | [ 161 ] |
| 5 marca         | Malik Montana, DaChoyce i The Plug     | „Jetlag”                      | [ 162 ] |
| 12 marca        | Malik Montana, DaChoyce i The Plug     | „Jetlag”                      | [ 163 ] |
| 19 marca        | Malik Montana, DaChoyce i The Plug     | „Jetlag”                      | [ 164 ] |
| 26 marca        | Malik Montana, DaChoyce i The Plug     | „Jetlag”                      | [ 165 ] |
| 2 kwietnia      | Sanah i Kwiat Jabłoni                  | „Szary świat”                 | [ 166 ] |
| 9 kwietnia      | Sanah i Kwiat Jabłoni                  | „Szary świat”                 | [ 167 ] |
| 16 kwietnia     | Sanah i Kwiat Jabłoni                  | „Szary świat”                 | [ 168 ] |
| 23 kwietnia     | Mr. Polska i Abel de Jong              | „Złote Tarasy”                | [ 169 ] |
| 30 kwietnia     | Mr. Polska i Abel de Jong              | „Złote Tarasy”                | [ 170 ] |
| 7 maja          | Mr. Polska i Abel de Jong              | „Złote Tarasy”                | [ 171 ] |
| 14 maja         | Mr. Polska i Abel de Jong              | „Złote Tarasy”                | [ 172 ] |
| 21 maja         | Mr. Polska i Abel de Jong              | „Złote Tarasy”                | [ 173 ] |
| 28 maja         | Mr. Polska i Abel de Jong              | „Złote Tarasy”                | [ 174 ] |
| 4 czerwca       | Mr. Polska i Abel de Jong              | „Złote Tarasy”                | [ 175 ] |
| 11 czerwca      | Mata                                   | „Patoprohibicja (28.01.2022)” | [ 176 ] |
| 18 czerwca      | Smolasty i 730Huncho                   | „Pijemy za lepszy czas”       | [ 177 ] |
| 25 czerwca      | Smolasty i 730Huncho                   | „Pijemy za lepszy czas”       | [ 178 ] |
| 2 lipca         | White 2115                             | „RiRi”                        | [ 179 ] |
| 9 lipca         | White 2115                             | „RiRi”                        | [ 180 ] |
| 16 lipca        | White 2115                             | „RiRi”                        | [ 181 ] |
| 23 lipca        | White 2115                             | „RiRi”                        | [ 182 ] |
| 30 lipca        | White 2115                             | „RiRi”                        | [ 183 ] |
| 6 sierpnia      | White 2115                             | „RiRi”                        | [ 184 ] |
| 13 sierpnia     | Gibbs i Kiełas                         | „Piękny świat”                | [ 185 ] |
| 20 sierpnia     | Gibbs i Kiełas                         | „Piękny świat”                | [ 186 ] |
| 27 sierpnia     | Mata                                   | „Jestem poj384ny”             | [ 187 ] |
| 3 września      | Mata                                   | „Jestem poj384ny”             | [ 188 ] |
| 10 września     | Mata                                   | „Jestem poj384ny”             | [ 189 ] |
| 17 września     | Mata                                   | „Jestem poj384ny”             | [ 190 ] |
| 24 września     | Bedoes, Blacha, White 2115 i Kuqe 2115 | „Ketchup”                     | [ 191 ] |
| 1 października  | Miszel i Kabe                          | „Sheraton”                    | [ 192 ] |
| 8 października  | Miszel i Kabe                          | „Sheraton”                    | [ 193 ] |
| 15 października | Miszel i Kabe                          | „Sheraton”                    | [ 194 ] |
| 22 października | Malik Montana i Żabson                 | „Do tańca”                    | [ 195 ] |
| 29 października | Sanah                                  | „Nic dwa razy”                | [ 196 ] |
| 5 listopada     | Sanah                                  | „Nic dwa razy”                | [ 197 ] |
| 12 listopada    | Sanah                                  | „Nic dwa razy”                | [ 198 ] |
| 19 listopada    | Sanah                                  | „Nic dwa razy”                | [ 199 ] |
| 26 listopada    | Sanah                                  | „Nic dwa razy”                | [ 200 ] |
| 3 grudnia       | Mata                                   | „</3”                         | [ 201 ] |
| 10 grudnia      | Sanah                                  | „Nic dwa razy”                | [ 202 ] |
| 17 grudnia      | Sanah                                  | „Nic dwa razy”                | [ 203 ] |
| 24 grudnia      | Kuban                                  | „Na okrągło”                  | [ 204 ] |
| 31 grudnia      | Wham!                                  | „Last Christmas”              | [ 205 ] |